# Groupe de sécurité de la présidence de la République
Il Groupe de sécurité de la présidence de la République - GSPR (in italiano: Gruppo di sicurezza della presidenza della Repubblica) è l'unità di sicurezza responsabile della sicurezza del Presidente della Repubblica francese. Istituito nel 1983, fa parte sia della Gendarmerie nationale che della Police nationale. È distinto dalla Guardia nazionale, che è responsabile della sicurezza degli edifici ufficiali.

## Storia
In passato, il gruppo era composto da 30 membri della Gendarmerie nationale e 30 membri della Police nationale, comandati da un tenente colonnello della gendarmeria o da un commissario divisionario di polizia, alternativamente in carica. Dal 2019, il direttore del GSPR è Georges Salinas della Police nationale, assistito dal colonnello Benoît Ferrand della Gendarmerie nationale.
Durante la presidenza di Nicolas Sarkozy, l'unità era composta solo da poliziotti del Service de la protection e dell'unità Recherche, assistance, intervention, dissuasion (RAID). Durante la sua amministrazione, l'unità contava 90 membri a causa dei livelli di minaccia più elevati. Nessun ufficiale della gendarmeria è stato selezionato per essere nell'unità poiché Sarkozy credeva che non avrebbe dovuto essere protetto dai militari.
Gli ufficiali della gendarmeria sono tornati nell'unità dopo l'elezione di François Hollande nel 2012. Nel dicembre 2012, c'erano circa 20 gendarmi distaccati dal GIGN. Da allora il gruppo è stato nuovamente composto da 60 membri.

## Equipaggiamento
Oltre a una vasta flotta, i membri GSPR sono armati con le seguenti armi:
- Sfollagente espandibile ASP;
- Pistola Glock 17;
- Pistola Glock 26;
- Mitragliatrici Heckler & Koch MP5;
- Mitragliatrici Brügger & Thomet MP9;
- Fucili d'assalto Heckler & Koch G36.